# Санкт-Маргаретен (Гольштейн)
Санкт-Маргаретен (нем. Sankt Margarethen) — община в Германии, в земле Шлезвиг-Гольштейн.
Входит в состав района Штайнбург. Подчиняется управлению Вильстермарш. Население составляет 936 человек (на 31 декабря 2010 года). Занимает площадь 13,24 км².